# Organisation Internationale des Constructeurs d'Automobiles
A Organisation Internationale des Constructeurs d'Automobiles ("International Organization of Motor Vehicle Manufacturers"), também referido como OICA, é uma associação em montadoras que organiza eventos automotivos, em especial salões de automóveis.

## Salões
| Nome                                   | Cidade      | País           | Data      |
| -------------------------------------- | ----------- | -------------- | --------- |
| Auto Expo                              | New Delhi   | Índia          | Janeiro   |
| North American International Auto Show | Detroit     | Estados Unidos | Janeiro   |
| Brussels Motor Show                    | Bruxelas    | Bélgica        | Janeiro   |
| Chicago Auto Show                      | Chicago     | Estados Unidos | Fevereiro |
| AutoRAI                                | Amsterdam   | Países Baixos  | Fevereiro |
| Salon International de l'Auto          | Genebra     | Suíça          | Março     |
| Barcelona Motor Show                   | Barcelona   | Espanha        | Maio      |
| British International Motor Show       | Londres     | Reino Unido    | Julho     |
| Hanover Motor Show                     | Hanôver     | Alemanha       | Setembro  |
| Internationale Automobil-Ausstellung   | Frankfurt   | Alemanha       | Setembro  |
| Paris Motor Show                       | Paris       | França         | Outubro   |
| Tokyo Motor Show                       | Tokyo       | Japão          | Novembro  |
| Greater Los Angeles Auto Show          | Los Angeles | Estados Unidos | Novembro  |
| Bologna Motor Show                     | Bologna     | Itália         | Dezembro  |